# 藤田行政
藤田行政（?—1582年7月3日），日本戰國時代至安土桃山時代的武將。明智光秀的重臣、明智五宿老之一。

## 略歷
生年不詳。最初仕於明智光綱，前半生有許多不明點。後來仕於光綱的兒子光秀，與光秀一同在畿內轉戰，之後成為山城國靜原山城城主。被認為是與明智秀滿、齋藤利三等人一同贊成光秀發動本能寺之變的重臣之一（『信長公記』）。
在本能寺之變中，與明智光忠、溝尾茂朝一同在第二陣率領4千士兵。在本能寺之變後，前往郡山，誘勸大和郡山城城主筒井順慶成為明智方的與力，不過不能說服擺出觀望姿態的順慶。
在山崎之戰中，率領明智軍右翼，身體有6處負傷，撤退至淀。在翌日，得知勝龍寺城被攻陷後自殺。